# Kohlstein
Kohlstein is een plaats in de Duitse gemeente Gößweinstein, deelstaat Beieren.